# Легкі мінерали
Мінерали легкі (або мінерали легкої фракції; рос. минералы легкие, англ. light minerals; нім. Leichtminerale n pl) — мінерали з густиною менше 2,9 г/см3.